# Tombe van Wajihuddin

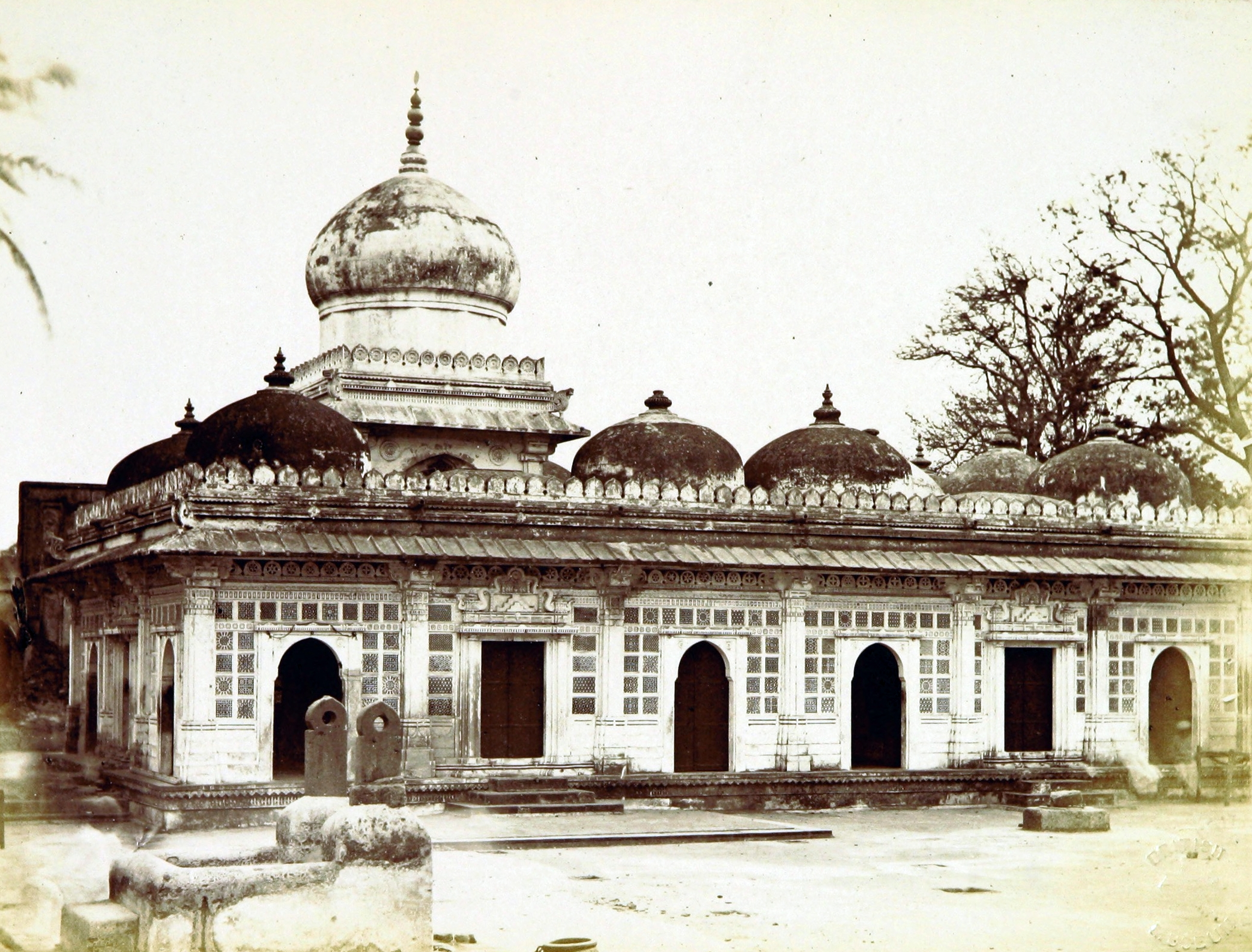
Tombe van Wajihuddin in 1966

De tombe van Wajihuddin of Hazrat Wajihuddin Dargah, is een mausoleum voor de Sufi Wajihuddin Alvi in de buurt Khanpur van de Indiase stad Ahmedabad (Gujarat).

## Geschiedenis en architectuur
Wajihuddin Alvi was een Islamitische geleerde en Soefi in de Shattari-traditie. Hij werd geboren in Champaner, maar ging later naar Ahmedabad waar hij kennis opdeed van de Islam en op zijn beurt aan anderen overdroeg. Hij werd in de Shattari-tradition geïnitieerd door Mohammed Ghaus Gwaliori. Hij overleed in Ahmedabad in 1580 (988 H.).
De tombe werd gebouwd door Syed Murtuza Khan Bukhari (1606-1609) gouverneur van Ahmedabad in de periode dat Jahangir heerste. De centrale koepel is hoger dan de andere koepels. De muren hebben geperforeerde stenen ramen. Er is een ondergronds reservoir en een cisterne, dat genezende krachten zou hebben en nooit zou hebben drooggestaan.